# Баньо Маринов
Братан (Баньо) Маринов Братанов е български революционер, един от водачите на Кресненско-Разложкото въстание.

## Биография
Роден е през 1853 г. в Тетевен. Баща му е ханджия, член на Вътрешната революционна организация и доверено лице на Васил Левски. Завършва класното училище в родния си град, после учи търговия в Свищов, а в 1872 година след смъртта на баща му поема издръжката на семейството.
Влиза в Тетевенския частен революционен комитет. След конфликт с османските власти бяга в Румъния. Ориентира са към кръговете на революционната емиграция. Участва в Сръбско-турската война (1876) като доброволец в четата на Панайот Хитов, а после минава в България с четата на Сидер Грънчаров и след разгрома ѝ се спасява в Румъния.
На следната година по време на Руско-турската война (1877 – 1878) е водач на казашки отряд и за проявена храброст в боя е произведен в чин капрал. След падането на Орхание през ноември 1877 г. е назначен за комендант на града, а след падането на София през декември става неин заместник-комендант.
През октомври 1878 г. при избухването на Кресненско-Разложкото въстание софийският комитет „Единство“ изпраща Маринов с чета доброволци за главен войвода в Разлога. Негов заместник-войвода е Никола Фурнаджиев. На 8 ноември след няколкочасов бой четата на Маринов освобождава Банско. Тежко ранен е в боя и е пренесен в Горна Джумая, а по-късно в София. Тук умира на следната година от раните си.

## Памет
Името на Баньо Маринов носят професионалната гимназия по строителство в Тетевен и улица в Банско.
Паметна плоча е монтирана на фасадата на Общината в Банско. Направена е от черен мрамор. Надписът гласи: „Баньо Маринов (1853 – 1879 г., от гр. Тетевен) – войвода на чета по време на Кресненско-Разложкото въстание, която заедно с въстаналото население освобождава Банско от 8.XI.1878 г. до 14.XI.1878 г.“ Под текста са гравирани две растителни клонки.